# 2021年以色列踩踏事件
2021年4月30日凌晨以色列北部莫兰山舉辦篝火节，看台倒塌導致踩踏事故，45人被踩踏致死，数百人受伤。组织者估计约有10万人参与，大部分为哈雷迪犹太教徒。
本事件是世界有紀錄以來的踩踏事故之中首次與犹太教活動有關的。死亡人数与以色列在2010年卡梅尔山区森林大火持平，是以色列史上死伤最严重的非军事事故。
2024年3月6日，以色列国家调查委员会宣布，以总理内塔尼亚胡对踩踏事件负有个人责任。内塔尼亚胡“知道或者至少应该知道”梅龙山的安全问题长期未得到妥善解决以及不适合聚集大量人员。以反对党领导人拉皮德呼吁内塔尼亚胡辞职。